# ماريوس يانسن
ماريوس يانسن (بالإنجليزية: Marius Jansen)‏ هو مؤرخ أمريكي، ولد في 11 أبريل 1922 في هولندا في مملكة هولندا، وتوفي في 10 ديسمبر 2000 في برينستون في الولايات المتحدة.